# Luisa Whittaker-Brooks
Luisa Whittaker-Brooks (1984) es una química panameña-americana, profesora asociada de la Universidad de Utah. Su investigación se centra en el desarrollo de materiales fotovoltáicos y termoeléctricos para la generación y almacenamiento de energía. Fue galardonada con el Premio L'OREAL UNESCO a las mujeres en la ciencia en 2013, y parte del grupo de 12 talentosos del año 2018, premio otorgado por la revista Chemical & Engineering News.

## Biografía
Nació y creció en Panamá, y desde niña se interesó en las presas hidroeléctricas que brindan energía eléctrica a Panamá; por lo que desde su infancia pensaba en fuentes alternativas de energía. Estudió la licenciatura en química con especialidad en química analítica en la Universidad de Panamá. Al concluir se mudó a Estados Unidos para continuar con sus estudios de posgrado.
En 2007 ingresó a la Universidad de Buffalo como becaria del Programa Fullbright para estudiar una maestría y doctorado en química, los cuales concluyó en un periodo de 3 años y medio. Su investigación de doctorado se centró en el óxido de vanadio; este material es opaco a altas temperaturas y transparente cuando se enfría. Luisa centró su investigación en bajar la temperatura de transición en la que este cambio de fases ocurre, y eventualmente logró comercializar esta tecnología.
Tras su doctorado, realizó una estancia posdoctoral en el Universidad de Princeton en el laboratorio de electrónica orgánica y de polímeros bajo la supervisión de Yueh-Lin Loo. Durante el posdoctorado trabajó con métodos hidrotermales de bajas temperaturas para el estudio de nanoestructuras de óxido de zinc.

## Trayectoria Académica
Su investigación se centra en el desarrollo de materiales fotovoltáicos y termoeléctricos para la generación y almacenamiento de energía. Para ello estudian la relación entre la composición, estructura, estructura electrónica, y propiedades orgánicas e inorgánicas de nanomateriales y sus composites. Su laboratorio se divide en tres ramas: química orgánica e inorgánica sintética, espectroscopía y nanofabricación de dispositivos funcionales.
Particularmente se enfoca en el uso de calcogenuros y perovskitas, particularmente en como su composición y estructura tiene un impacto en las propiedades electrónicas. Su equipo de trabajo ha investigado como las diferencias en estrés y heterogeneidad de las muestras impactan el rendimiento y el tiempo de vida operacional de orgánicos - inorgánicos halogenuro de perovskitas (OIHPs). También ha estudiado el rol de los excitones en la estabilidad operacional de estos compuestos, así como el impacto de la humedad y el oxígeno.
En 2019 fue elegida como miembro del consejo de la revista científica ChemNanoMat. Desde 2020 forma parte del comité editorial de las revistas científicas Omega y Applied Materials & Interfaces, ambas de la American Chemical Society.

## Premios y reconocimientos
A lo largo de su carrera ha recibido diversos premios y reconocimientos por su trabajo académico.
- 2021: Premio Camille Dreyfus para académicos
- 2021: Miembro Distinguido en química por la Fundación Sloan
- 2020: Miembro Distinguido de Scialog, otorgado por la Corporación de Investigación para el Avance de la Ciencia (Research Corporation for Science Advancement)
- 2020: Reconocimiento como profesora destacada en la Universidad de Utah
- 2019: Premio Scialog a la innovación colaborativa
- 2018: Reconocimiento como líder emergente por el Journal of Materials Chemistry A.
- 2018: Premio otorgado por el Departamento de Energía en reconocimiento a su trayectoria científica
- 2018: Reconocimiento dentro de los 12 talentosos del año. Premio otorgado por la revista Chemical & Engineering News de la American Chemical Society
- 2017: Premio GERA Ovshinsky en energía sustentable. Otorgado por la Sociedad Estadounidense de Física (American Physical Society)
- 2017: Premio Scialog en el área de tecnologías de almacenamiento de energía
- 2017: Premio Lloyd N. Ferguson para jóvenes científicos, en reconocimiento a la excelencia en investigación
- 2016: Premio para líderes jóvenes. Otorgado por The Minerals, Metals, and Materials Society
- 2015: Premio para jóvenes observadores internacionales. Otorgado por IUPAC
- 2015: Premio Premio Marion Milligan Mason. Otorgado por la Asociación Estadounidense para el Avance de la Ciencia
- 2013: Premio L'OREAL UNESCO a las mujeres en la ciencia. Otorgado por L'OREAL en Estados Unidos y la AAAS
- 2011: Medalla de oro para estudiantes de posgrado. Otorgada por la Materials Research Society
- 2009: Becaria del Programa Fullbright. Otorgada por el Instituto de Educación Internacional del Departamento de Estado.

### Sociedades científicas
Pertenece a diversas sociedades científicas en áreas de la física y química.
- Desde 2011: Materials Research Society
- Desde 20212: American Chemical Society
- Desde 2012: American Physical Society

## Publicaciones destacadas
Cuenta con más de 50 artículos científicos, entre los que destacan:
- Large-area chemically modified graphene films: electrophoretic deposition and characterization by soft X-ray absorption spectroscopy. V Lee, L Whittaker, C Jaye, KM Baroudi, DA Fischer, S Banerjee. Chemistry of Materials 21 (16), 3905-3916.
- Depressed Phase Transition in Solution-Grown VO2 Nanostructures. L Whittaker, C Jaye, Z Fu, DA Fischer, S Banerjee. Journal of the American Chemical Society 131 (25), 8884-8894.
- Electronic level alignment in inverted organometal perovskite solar cells. P Schulz, LL Whittaker‐Brooks, BA MacLeod, DC Olson, YL Loo, A Kahn. Advanced Materials Interfaces 2 (7), 1400532.
- Microscopic and Nanoscale Perspective of the Metal−Insulator Phase Transitions of VO2: Some New Twists to an Old Tale. L Whittaker, CJ Patridge, S Banerjee. The Journal of Physical Chemistry Letters 2 (7), 745-758.
- Distinctive finite size effects on the phase diagram and metal–insulator transitions of tungsten-doped vanadium (iv) oxide. L Whittaker, TL Wu, CJ Patridge, G Sambandamurthy, S Banerjee. Journal of Materials Chemistry 21 (15), 5580-5592.